# 라이덴 파이터즈
《라이덴 파이터즈》(ライデンファイターズ, Raiden Fighters)는 세이부 카이하츠의 1996년 진행형 슈팅 아케이드 게임이다. 이 게임의 후속작으로는 라이덴 파이터즈 2가 있다. 오리지널 라이덴 시리즈와는 별개로 이 게임만의 독특한 게임플레이 요소를 도입하였다.

## 스테이지
게임의 7개 레벨은 3개의 구별되는 미션으로 나뉜다. 처음 두 개의 미션에는 각각 3개의 레벨이 있다. 마지막 미션은 적의 요새를 가로지르는 기나긴 싸움이다.
기본적으로 스테이지 순서는 임의의 순서로 배정된다. 플레이어는 동전을 넣은 다음 시작(Start) 단추를 누르기 전에 4개의 주요 방향 중 한 곳에 조이스틱을 고정시켜 놓으면 특정한 스테이지 순서를 강제할 수 있다.